# Reggenza di Pidie
La reggenza di Pidie è una reggenza (in indonesiano: kabupaten) dell'Indonesia, situata nella provincia di Aceh.
Il capoluogo della reggenza è Sigli.